# 1-Фенил-2-нитропропен
1-Фени́л-2-нитропропе́н — органическое соединение, твёрдое кристаллическое вещество жёлтого цвета.

## Методы получения
Фенил-2-нитропропен получается при конденсации бензальдегида с нитроэтаном, бутиламин может использоваться в качестве катализатора:

## Использование
Используется при синтезе амфетамина. При этом производится гидрирование двойной связи и восстановление нитрогруппы.
1-Фенил-2-нитропропен может восстанавливаться до фенил-2-нитропропана, а затем преобразовываться в фенилацетон (1-фенил-2-пропан-2-он):
С сильным восстановителем, например алюмогидридом лития фенил-2-нитропропен может быть напрямую восстановлен в амфетамин.

## Правовой статус
Постановлением правительства Российской Федерации от 22 февраля 2019 года № 182 внесён в список I прекурсоров.